# Turan Schah I. (Kerman)
Turan-Schah b. Qawurd (reg. 1084–1096) war ein selbständiger Seldschuken-Herrscher von Kerman (Kerman-Seldschuken).
Sein Vater Qawurd († 1073/4) hatte sich in Kerman ein Reich geschaffen, war aber bei seiner Rebellion gegen Sultan Malik-Schah I. (reg. 1072–92) besiegt und anschließend getötet worden. 
472 n. H. (d. h. 1079/80) oder schon früher, im September 1074, rückte der Sultan nach Kerman vor und belagerte Turan-Schahs Bruder Sultan-Schah in der Hauptstadt Bardasir, bis es zu einer Einigung kam. Qawurds Söhne (Sultan-Schah, Husain, Mirdan-Schah) leisteten Gefolgschaft und wurden in ihrer Herrschaft bestätigt.  
Turan-Schah wurde 1084 von Malik-Schah als Nachfolger seines Bruders Sultan-Schah in sein Amt eingesetzt. Seine Regierung war besonnen. Er galt als Bauherr und wurde für seine Gerechtigkeit und Frömmigkeit gepriesen, sodass sein Grab später zu einer Pilgerstätte wurde. Sein Wesir al-Mukarram verlegte die türkischen Truppen aus der Hauptstadt in eine neu erbaute Vorstadt und erleichterte damit das Leben der Stadtbevölkerung.
In den Thronwirren nach dem Tod des Herrschers besetzte Turan-Schah anscheinend Fars, das bereits zur Domäne seines Vaters gehört hatte. Zumindest beauftragte Terken-Chatun, die Mutter Sultan Mahmuds I. (reg. 1092–94) einen Emir, ihn zu vertreiben (1094), was angesichts der Unterstützung der Bevölkerung erfolglos blieb. In den Kämpfen wurde Turan-Schah tödlich verwundet.
Ihm folgte sein Sohn Iran-Schah (reg. 1096–1101) auf den Thron, und nach dessen Sturz sein Neffe Arslan-Schah.